# Żemczużyna Odessa
Żemczużyna Odessa (ukr. Футбольний клуб «Жемчужина» Одеса, Futbolnyj Kłub „Żemczużyna” Odesa) – ukraiński klub piłkarski, mający siedzibę w Odessie. Założony w 2013 a rozwiązany w 2018 roku.

## Historia
W sierpniu 2013 z inicjatywy absolwentów odeskich szkół piłkarskich został założony klub piłkarski Żemczużyna. W tłumaczeniu słowo Żemczużyna oznacza perła. W sezonie 2014/15 zespół startował w zimowych mistrzostwach Odessy i zdobył tytuł mistrza.
W 2015 klub debiutował w Amatorskich Mistrzostwach Ukrainy, w których zakwalifikował się do 8 najlepszych drużyn.
Latem 2016 klub otrzymał licencję na grę w Drugiej Lidze.
4 maja 2018 ogłoszono decyzję o rozwiązaniu klubu.

## Sukcesy

### Trofea międzynarodowe
Nie uczestniczył w rozgrywkach europejskich (stan na 31-05-2015).

### Trofea krajowe
| \| \| Zdobyte trofea w rozgrywkach Ukrainy (stan na: 31-05-2015) \| |                                                            |      |          |
| Rozgrywki                                                           | Osiągnięcie                                                | Razy | Sezon(y) |
| · Mistrzostwo                                                       | I miejsce                                                  | 0    |          |
| · Mistrzostwo                                                       | II miejsce                                                 | 0    |          |
| · Mistrzostwo                                                       | III miejsce                                                | 0    |          |
| Puchar                                                              | zdobywca                                                   | 0    |          |
| Puchar                                                              | finalista                                                  | 0    |          |
| II liga                                                             | I miejsce                                                  | 0    |          |
| II liga                                                             | II miejsce                                                 | 0    |          |
| II liga                                                             | III miejsce                                                | 0    |          |
| Ukraina                                                             | Zdobyte trofea w rozgrywkach Ukrainy (stan na: 31-05-2015) |      |          |

### Inne trofea
- Zimowe mistrzostwo miasta Odessa:
  - mistrz: 2014/15

## Stadion
Klub rozgrywał swoje mecze domowe na stadionie Spartak w Odessie, który mógł pomieścić 4,8 tys. widzów.

## Piłkarze
Znani piłkarze:
- Wałerij Hajdarży
- Taras Łazarowicz
- Wiktor Raskow

## Trenerzy
- 2013–22.08.2017:  Denys Kołczin
- 25.08.2017–04.05.2018:  Łeonid Hajdarży (p.o.)

## Inne
- Czornomoreć Odessa
- SK Odessa